# 本輪西駅
本輪西駅（もとわにしえき）は、北海道室蘭市本輪西町1丁目にある北海道旅客鉄道（JR北海道）・日本貨物鉄道（JR貨物）室蘭本線の駅である。駅番号はH33。事務管理コードは▲130312。

## 歴史
| 日本石油（後のJX）向け専用線 1976年撮影約1km範囲。室蘭本線が一旦山側の街寄りを走るが、ここより西の陣屋町まではまだ新線の造成中で、再び海縁を通る旧線ラインが使用されている。道路を隔てた海側には本輪西駅から本線に並行して来た専用線が留置線群と積込線に分かれ、左端の工場正門手前まで折り返し線が敷かれている。国土交通省 国土地理院 地図・空中写真閲覧サービスの空中写真を基に作成 |  | 本輪西駅 1976年の本輪西駅と約1.5km×1km範囲。駅舎前からは上の水面貯木場向けと川を渡って右手の各ガス会社向け専用線が伸びる。また駅裏からは左手は本輪西埠頭の土場や倉庫へ、右手は中卯埠頭の油槽所へスイッチバック状に専用線が走る。現在では西側のJX製油所向け専用線以外は廃止されて残っていない。国土交通省 国土地理院 地図・空中写真閲覧サービスの空中写真を基に作成 |
| 日本石油（後のJX）向け専用線 1976年撮影約1km範囲。室蘭本線が一旦山側の街寄りを走るが、ここより西の陣屋町まではまだ新線の造成中で、再び海縁を通る旧線ラインが使用されている。道路を隔てた海側には本輪西駅から本線に並行して来た専用線が留置線群と積込線に分かれ、左端の工場正門手前まで折り返し線が敷かれている。国土交通省 国土地理院 地図・空中写真閲覧サービスの空中写真を基に作成 |  | 本輪西駅 1976年の本輪西駅と約1.5km×1km範囲。駅舎前からは上の水面貯木場向けと川を渡って右手の各ガス会社向け専用線が伸びる。また駅裏からは左手は本輪西埠頭の土場や倉庫へ、右手は中卯埠頭の油槽所へスイッチバック状に専用線が走る。現在では西側のJX製油所向け専用線以外は廃止されて残っていない。国土交通省 国土地理院 地図・空中写真閲覧サービスの空中写真を基に作成 |

- 1925年（大正14年）8月20日：鉄道省の駅として開業[1]。一般駅[1]。
- 1929年（昭和4年）10月17日：本輪西埠頭建設第1期工事竣工。専用線3km敷設。埠頭専用蒸気機関車2台、5tクレーン2基配備。[3]
- 1938年（昭和13年）8月：線路引き下げ工事完了。それまでは駅舎より6mも高い築堤上に線路があったため、貨物の取扱いに支障をきたしていた。[4]
- 1956年（昭和31年）12月ごろ：室蘭製油所専用線運行開始。
- 1957年（昭和32年）5月16日：駅舎改築。構内拡張工事竣工。
- 1959年（昭和34年）3月18日：跨線橋設置。
- 1972年（昭和47年）7月1日：専用線発着を除く貨物の取扱い廃止[1]。
- 1984年（昭和59年）
  - 2月1日：荷物取扱い廃止[1]。
  - 3月31日：業務委託駅化[5]。
- 1986年（昭和61年）11月1日：駅員無配置駅となる[6]。
- 1987年（昭和62年）4月1日：国鉄分割民営化によりJR北海道・JR貨物の駅となる[1]。
- 2014年（平成26年）5月30日：車扱貨物取りやめ。
- 2015年（平成27年）3月18日：新駅舎供用開始。

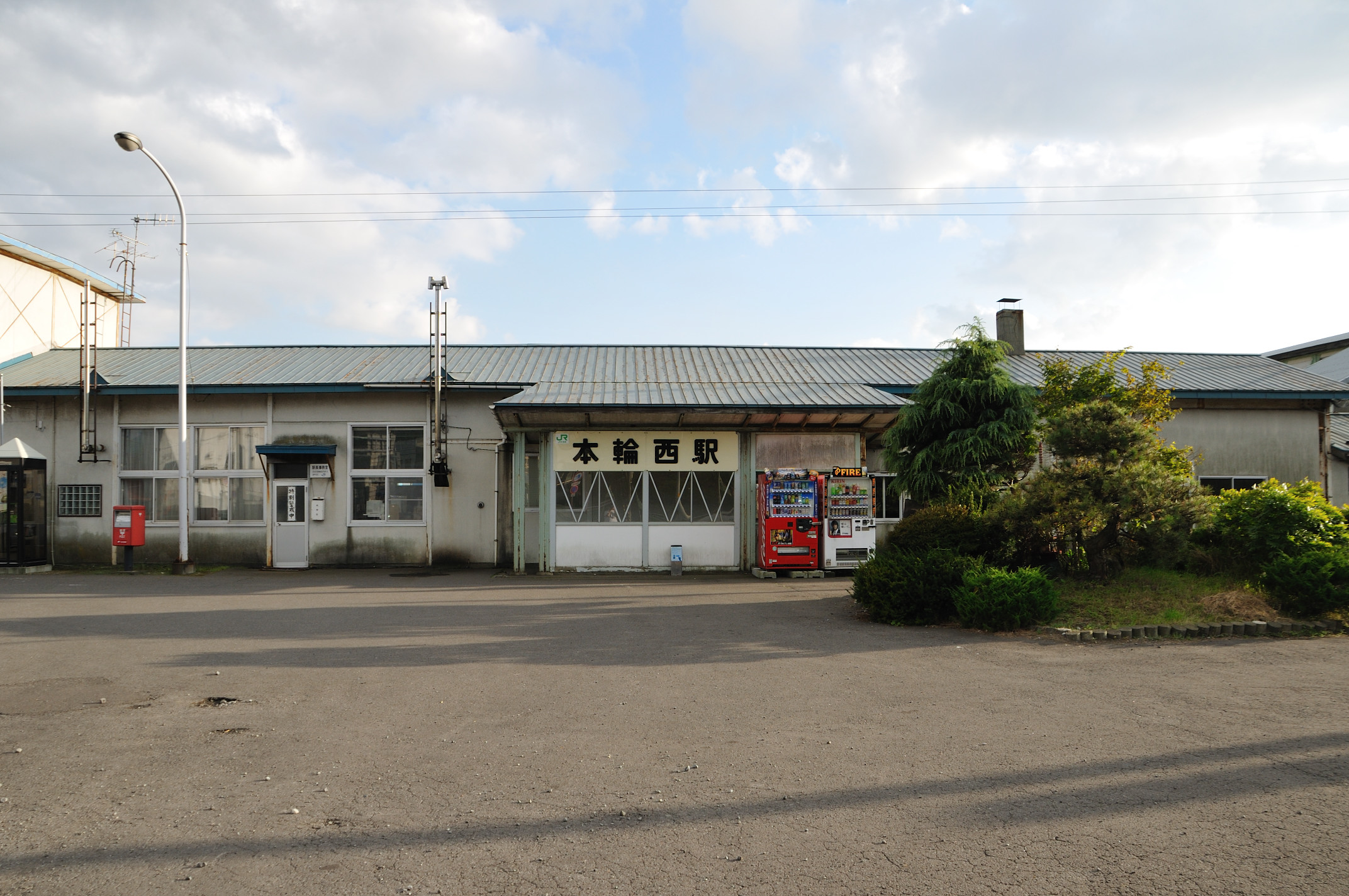
旧駅舎（2009年9月）
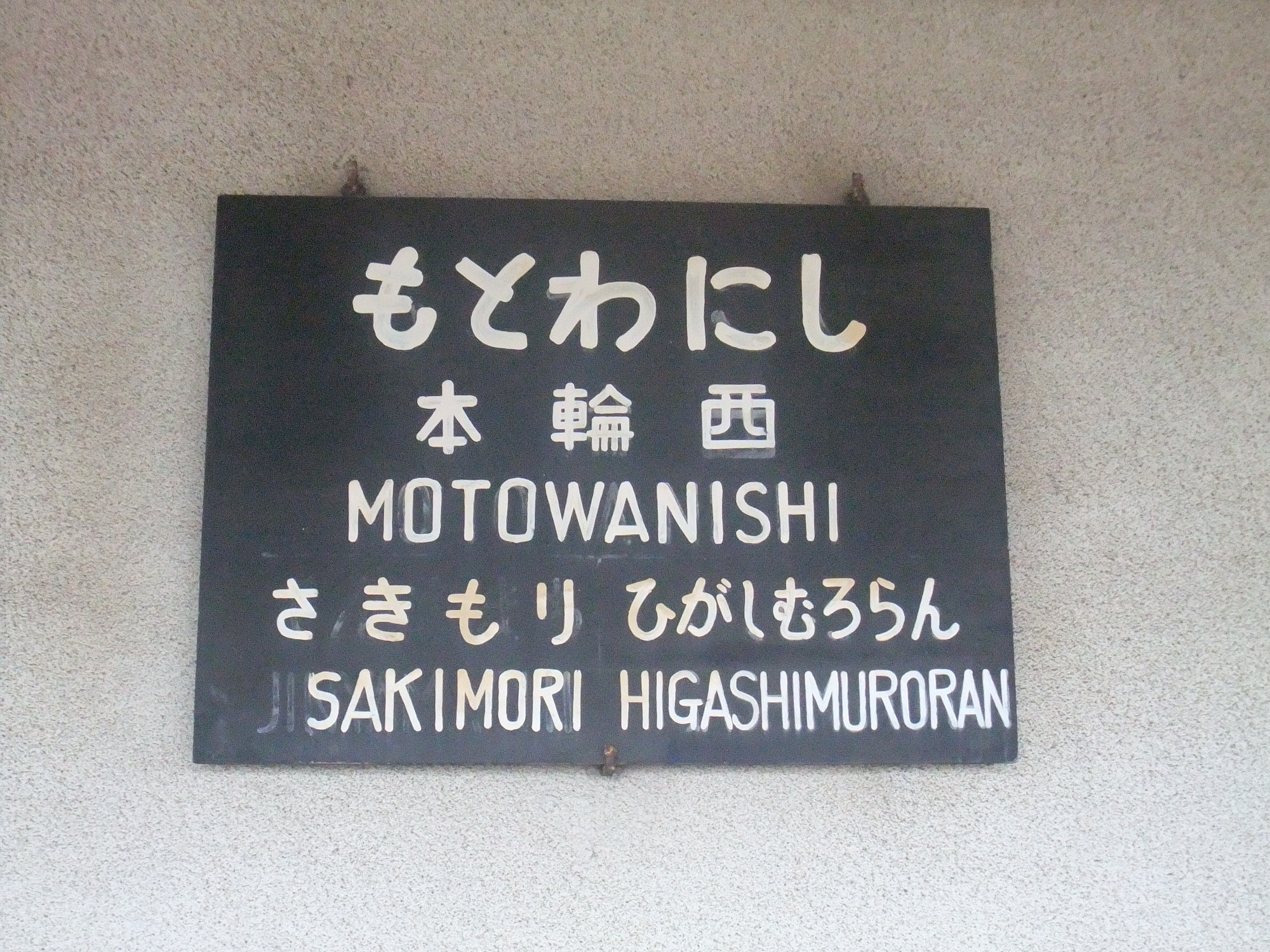
駅名標(陣屋町の表示を消して崎守とした跡が見える)（2012年5月）

### 駅名の由来
当駅付近の地名より。室蘭港対岸の輪西の地名は本来この地のことを指していたものである。

## 駅構造
島式ホーム1面2線を有する地上駅。ホームのない着発線も敷設されている。
駅舎は駅構内北側にあり、ホームとは跨線橋で連絡している。無人駅である。2011年3月31日までは北海道ジェイ・アール・サービスネットが業務を受託する業務委託駅で、窓口は7時40分から11時30分まで営業していた。

### のりば
| ホーム | 路線      | 方向 | 行先             |
| ------ | --------- | ---- | ---------------- |
| 駅舎側 | ■室蘭本線 | 下り | 東室蘭・室蘭方面 |
| 反対側 | ■室蘭本線 | 上り | 豊浦・長万部方面 |

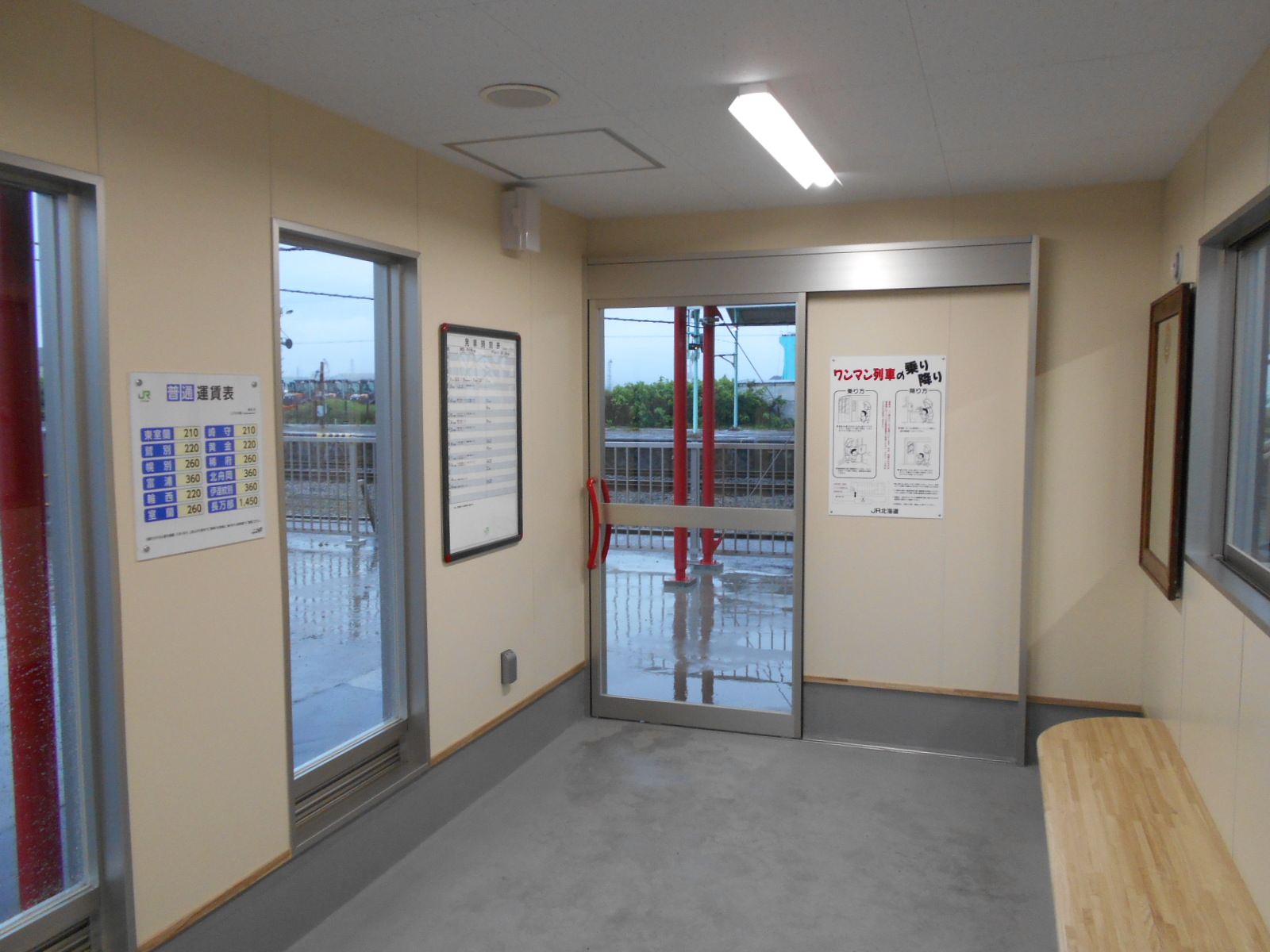
待合室（2015年6月）
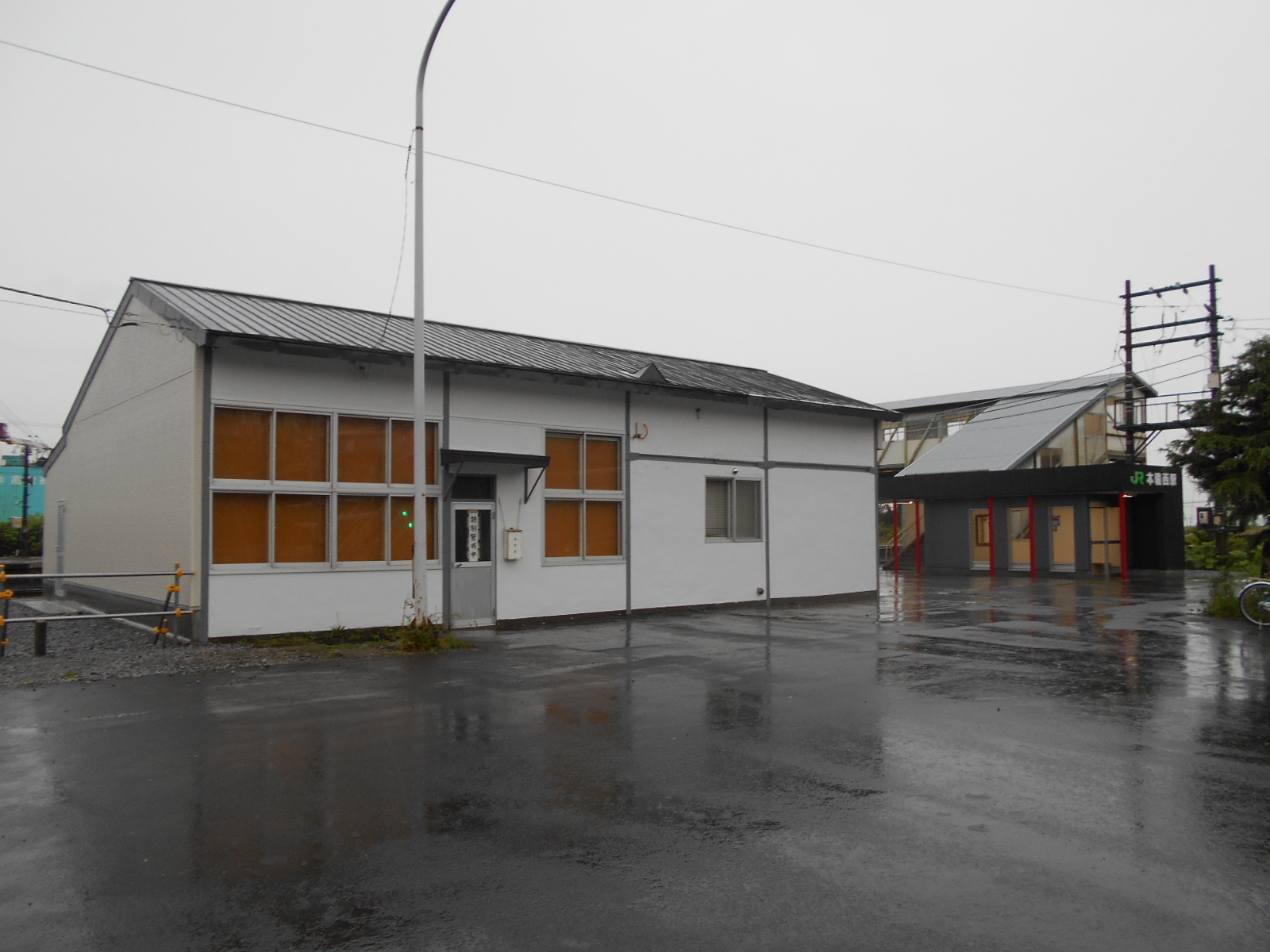
一部残る旧駅舎（2015年6月）
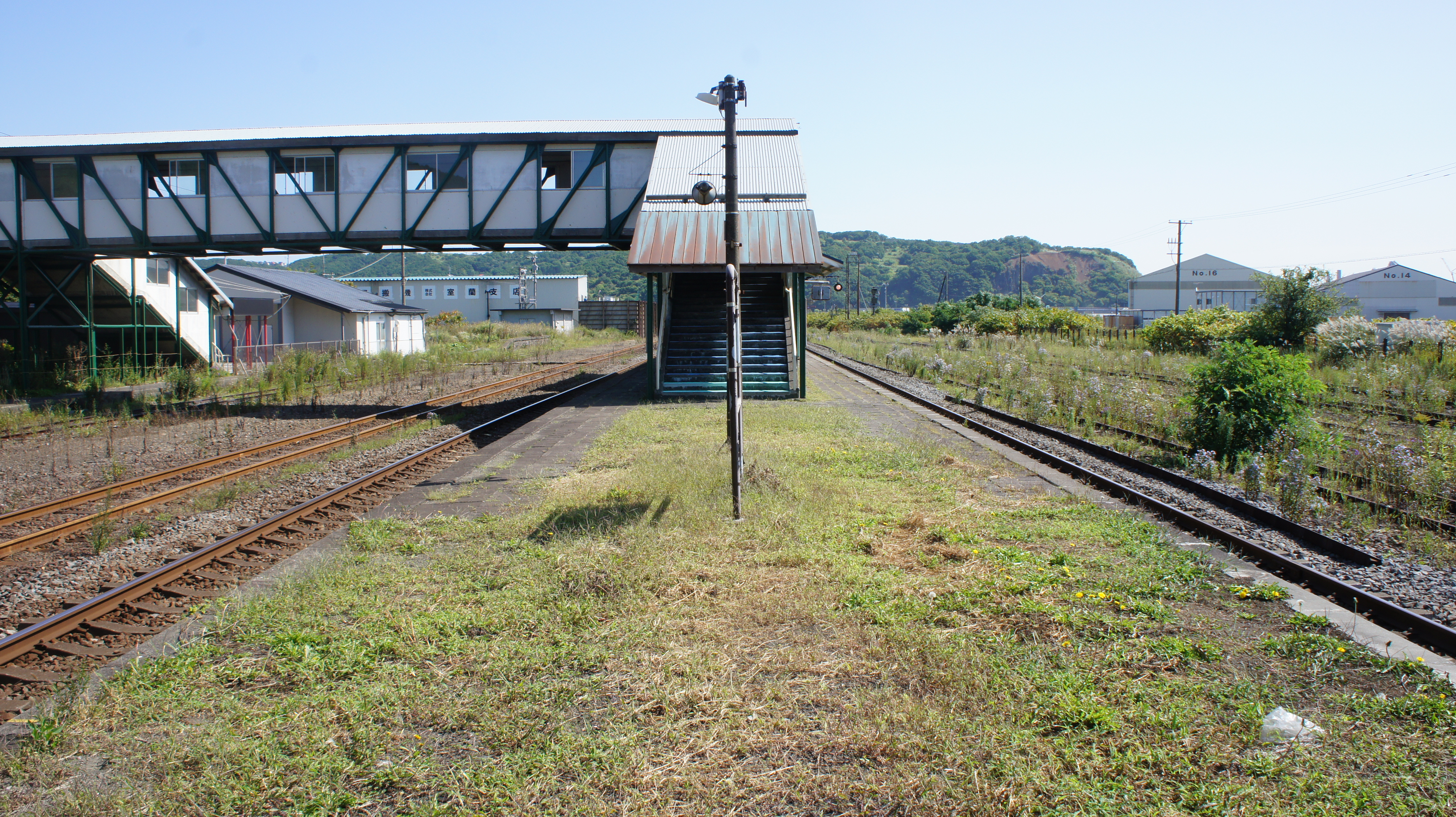
ホーム（2017年9月）
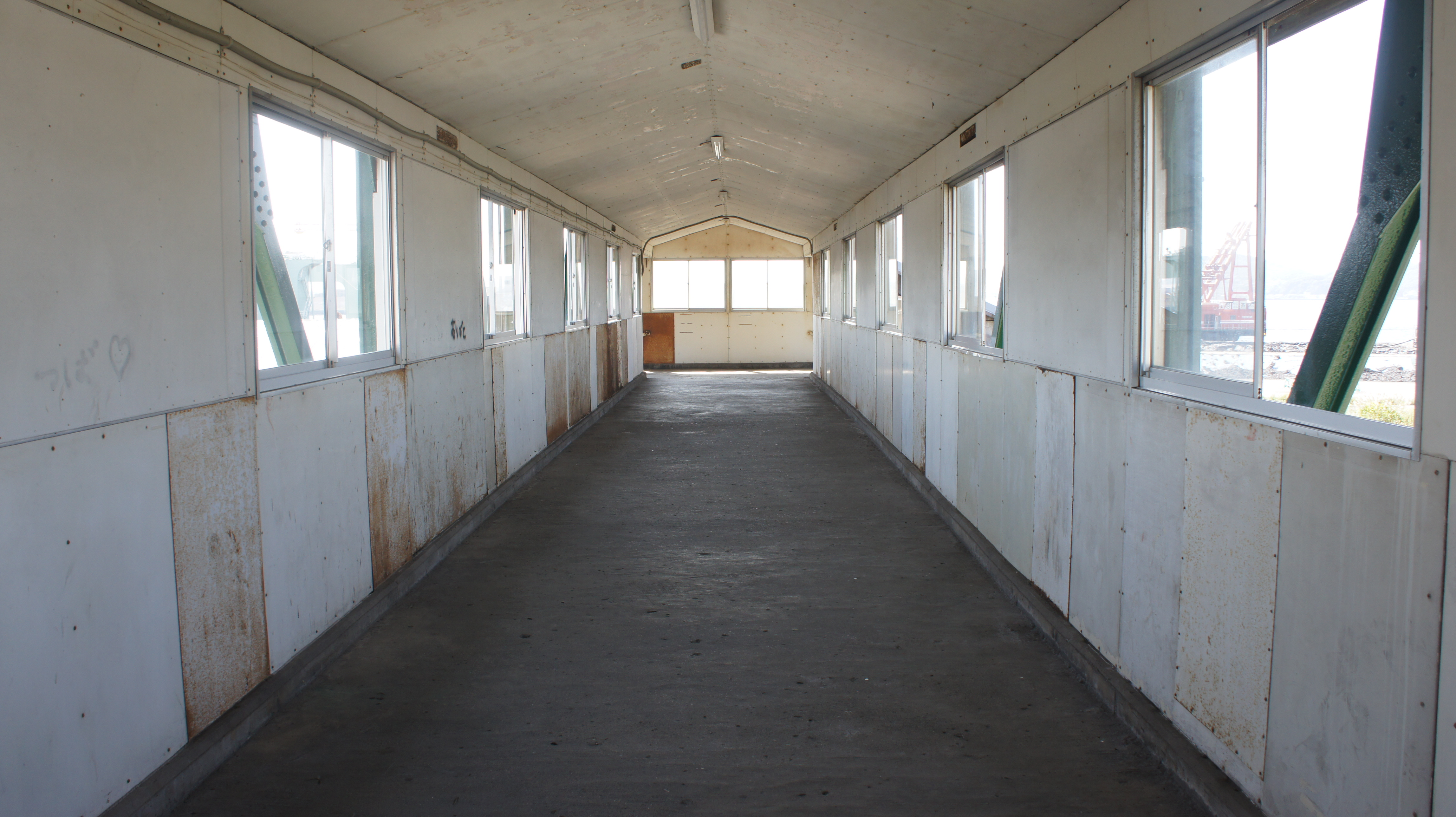
跨線橋（2017年9月）
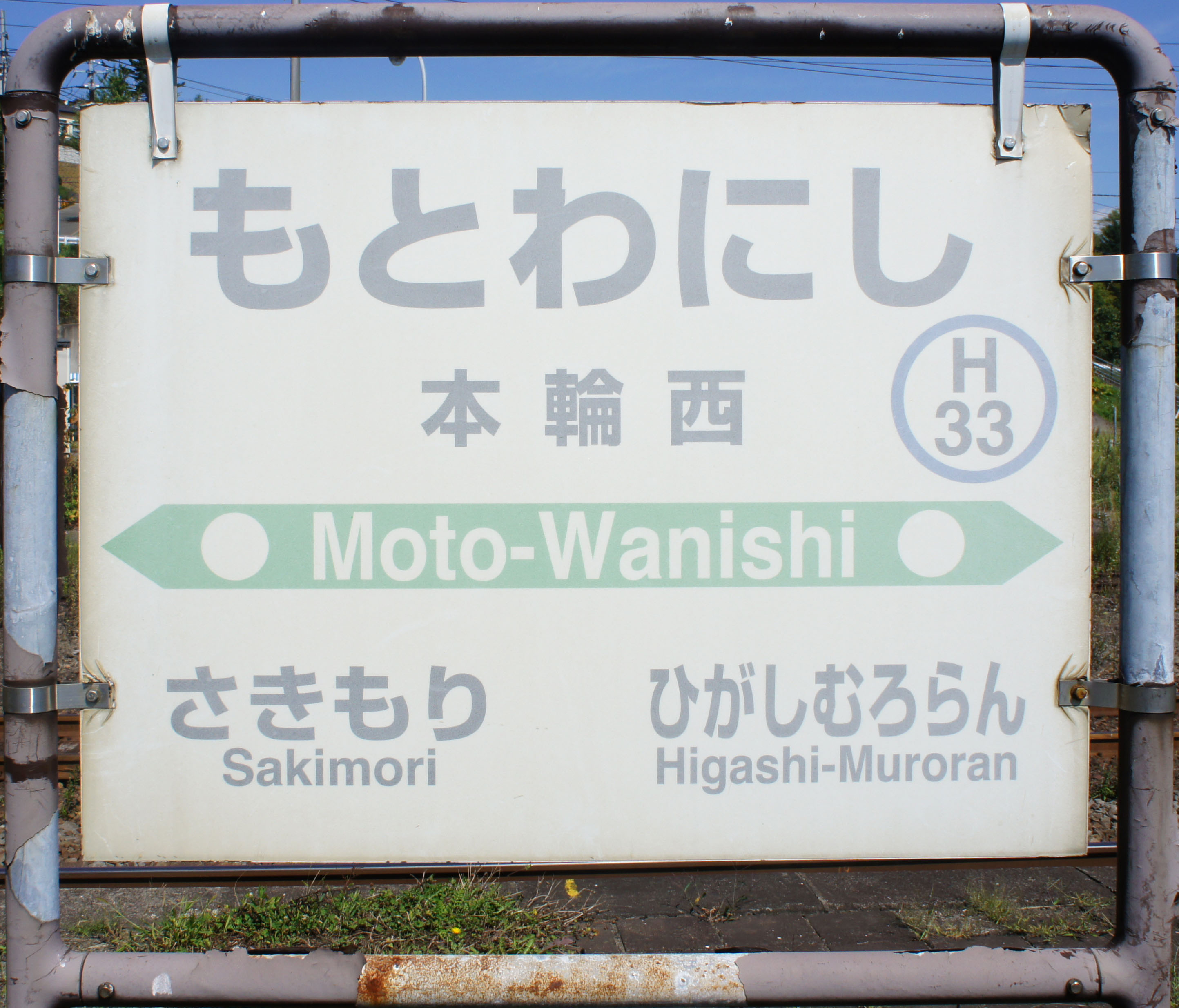
駅名標（2017年9月）

### 貨物取扱・専用線
JR貨物の駅では、2014年5月29日まで、専用線発着の車扱貨物を取り扱っていた。
JXTGエネルギー室蘭製造所（現在のENEOS室蘭事業所）へ続く専用線があり、鉄道による石油輸送の拠点となっていた。道内では1960年11月から油類輸送が始まり、本輪西駅からは、札幌、旭川、帯広など9拠点に向けて、1日最大9往復していた。しかし、2000年度の149万トンをピークに、2012年度には61万トンまで落ち込み、JX日鉱日石エネルギーがコストの安いタンカーおよび機動性に優れたタンクローリーへの切替を決めたため、道内で唯一残っていた札幌貨物ターミナル駅向けの石油輸送貨物列車も2014年5月29日をもって終了することになった。
専用線の総本数は16本で総延長は6.6km、タンク車の最大収容量は255両であった。
当駅からは、下記の駅へ石油類が発送されていた。
- 札幌貨物ターミナル駅 - 日本オイルターミナル札幌営業所向け

2007年3月まで萩野駅、1997年3月まで島松駅、同年9月まで新旭川駅、2002年6月まで茶志内駅、2012年5月まで帯広貨物駅 、北旭川駅へも石油を発送していた。また1993年まで名寄駅、2001年3月まで苗穂駅へのLPガス輸送もあった。

## 利用状況

### 旅客
2010年（平成22年）度の1日平均乗車人数は36人であった。
| 乗車人員推移       | 乗車人員推移 |
| 年度               | 1日平均人数  |
| ------------------ | ------------ |
| 2006年（平成18年） | 36           |
| 2007年（平成19年） | 38           |
| 2008年（平成20年） | 33           |
| 2009年（平成21年） | 33           |
| 2010年（平成22年） | 36           |

### 貨物
「室蘭市統計書」によると、貨物輸送実績の推移は以下のとおりであった。
| 年度               | 年間貨物トン数 | 年間貨物トン数 |       |
| 年度               | 発送           | 到着           | 出典  |
| ------------------ | -------------- | -------------- | ----- |
| 2011年（平成23年） | 1,041,396      | 110,546        | [ 8 ] |
| 2012年（平成24年） | 557,474        | 60,051         | [ 8 ] |
| 2013年（平成25年） | 454,316        | 48,751         | [ 8 ] |
| 2014年（平成26年） | 41,422         | 400            | [ 8 ] |

## 駅周辺
- 国道37号
- 道央自動車道室蘭インターチェンジ
- 室蘭警察署本輪西交番
- 本輪西郵便局
- 室蘭信用金庫本輪西支店
- 室蘭市立港北中学校
- ENEOS室蘭事業所
- 室蘭港
- 道南バス「本輪西」停留所

## 隣の駅
北海道旅客鉄道（JR北海道）
■室蘭本線
崎守駅 (H34) - （貨）陣屋町駅 - 本輪西駅 (H33) - 東室蘭駅 (H32)